# Ozero Idolta
Ozero Idolta (ryska: Озеро Идолта) är en sjö i Belarus.   Den ligger i voblasten Vitsebsks voblast, i den norra delen av landet, 200 km norr om huvudstaden Minsk. Ozero Idolta ligger 132 meter över havet. Arean är 0,25 kvadratkilometer. Den sträcker sig 1,0 kilometer i nord-sydlig riktning, och 0,5 kilometer i öst-västlig riktning.
I omgivningarna runt Ozero Idolta växer i huvudsak blandskog. Runt Ozero Idolta är det glesbefolkat, med 17 invånare per kvadratkilometer.